# Klemata
Klemata war eine christliche Popband aus Frankfurt am Main, die vor allem in den 1980er und 1990er Jahren aktiv war.

## Geschichte
Klemata wurde 1974 auf einer Freizeit der Baptistengemeinde Frankfurt-Nordwest zunächst unter dem Namen Wegweiser gegründet. Vier Jahre später entschied sich die Band nach schweren Anfängen sich in Klemata umzubenennen. Das griechische Wort für Weinrebe wählten sie in Anspielung auf ein biblisches Gleichnis.
1985 wurde Sören Kahl Frontsänger bei Klemata. Ihm folgten weitere neue Mitglieder an Bass, Gitarre und Keyboard. Mit dieser Besetzung nahm die Band ihre erste Tonaufnahme in einem zum Studio umfunktionierten Freizeitheim vor und produziert so selbst die Kassette Zum Mitnehmen. Ihr erstes Studioalbum Zeit für dich nahm die Band dann fünf Jahre später 1990 im Loreley-Studio auf. 1991 erschien das folgende Album Wie neu im Verlag Gerth Medien. 1993 veröffentlichte Klemata ihr drittes Album Zum Ziel. Ende desselben Jahres verließ Sören Kahl die Band. Dies führt zu einem merklichen Stilwandel der Band, da nun eine Frontfrau, Claudia Lemperle – bis dahin Backgroundsängerin der Band, übernahm. Mit ihr veröffentlichte die Gruppe ihr letztes Album Nicht zu fassen, das 1996 erschien. Ihr letztes Projekt stellte die Band 1998 in Zusammenarbeit mit befreundeten Musikern mit dem Musical Lukas auf die Bühne.
In den Jahren ihres Bestehens trat Klemata deutschlandweit sowohl in großen Hallen wie der Jahrhunderthalle in Frankfurt als auch in Gefängnissen, Kirchen und Clubs auf. 2010 gründeten der ehemalige Gitarrist und Keyboarder der Band Thomas Weidner gemeinsam mit Lassoh Coulibaly das Klemata-Project, das konzeptionell auf der Geschichte der Band aufbaut.